# Zkažené vajíčko
Zkažené vajíčko (anglicky Rotten Egg Nebula) je umírající hvězda hlavní posloupnosti, kolem níž se tvoří planetární mlhovina. Nachází se v otevřené hvězdokupě Messier 46 v souhvězdí Lodní záď. V mlhovině byl zjištěn vysoký obsah síry, která tvoří sirovodík páchnoucí po zkažených vejcích, odtud její název. Někdy se jí říká také Tykev (Calabash Nebula) podle tvaru.
Hvězda OH231.8+4.2 je podobná Slunci, ale je v pozdější fázi vývoje, kdy téměř vyčerpala vodíkové palivo pro jaderné reakce a postupně se mění v bílého trpaslíka. Její vnější obal je již 800 let rozptylován do okolního prostoru jako směs prachu a plynů, které tvoří planetární mlhovinu. Žlutá barva ve snímku z HST značí plynný materiál, který uniká ve dvou protilehlých směrech rychlostí až půl milionu kilometrů v hodině. Podle odhadů astronomů už hvězda takto přišla o více než polovinu své hmotnosti. Interakcí urychleného plynu s mezihvězdným plynem vzniká nadzvuková rázová vlna, která způsobuje prudké zahřátí. Ionizovaný vodík a dusík pak modře září. Tato rázová vlna byla již dříve teoreticky předpovězena, ale u této hvězdy je poprvé pěkně viditelná. Po dalších 800 letech vývoje se okolí hvězdy vyvine v bipolární planetární mlhovinu, která se v řádu desítek tisíc let rozplyne do okolí a zbude chladnoucí bílý trpaslík.